# مانیما
مانیما (به لاتین: Maniema) یک استان در جمهوری دموکراتیک کنگو است که در شرق این کشور واقع شده‌است.

## خصوصیات
مانیما ۱۳۲٬۵۲۰ کیلومترمربع مساحت و ۲٬۰۴۹٬۳۰۰ نفر جمعیت دارد.